# Gorgonia venusta
Gorgonia venusta is een zachte koraalsoort uit de familie Gorgoniidae. De koraalsoort komt uit het geslacht Gorgonia. Gorgonia venusta werd in 1846 voor het eerst wetenschappelijk beschreven door Dana. 